# Temporada 2023-24 del fútbol en Andorra
La Temporada 2023-24 del fútbol andorrano abarcó todas las actividades relativas a campeonatos de fútbol, nacionales e internacionales, disputados por clubes andorranos, y por las selecciones nacionales de este país en sus diversas categorías.

## Torneos locales
| Nivel | Torneo              | Campeonato      | Campeón               |
| ----- | ------------------- | --------------- | --------------------- |
| 1     | Primera Divisió     | Edición 2023-24 | UE Santa Coloma       |
| 2     | Segona Divisió      | Edición 2023-24 | La Massana            |
| -     | Copa Constitució    | Edición 2024    | UE Santa Coloma       |
| -     | Supercopa andorrana | Edición 2023    | Inter Club d'Escaldes |

## Torneos internacionales

### Liga de Campeones de la UEFA
| Equipo                  | Fase             | Pts. | PJ | PG | PE | PP | GF | GC | Dif. | Rend. | Notas.                               |
| ----------------------- | ---------------- | ---- | -- | -- | -- | -- | -- | -- | ---- | ----- | ------------------------------------ |
| Atlètic Club d'Escaldes | Ronda preliminar | 0    | 1  | 0  | 0  | 1  | 0  | 3  | -3   | 0,0%  | Eliminado por el Budućnost Podgorica |

### Liga Europa Conferencia de la UEFA
| Equipo                  | Fase                         | Pts. | PJ | PG | PE | PP | GF | GC | Dif. | Rend. | Notas.                           |
| ----------------------- | ---------------------------- | ---- | -- | -- | -- | -- | -- | -- | ---- | ----- | -------------------------------- |
| Inter Club d'Escaldes   | Segunda ronda clasificatória | 7    | 4  | 2  | 1  | 1  | 6  | 9  | -3   | 58.3% | Eliminado por el Hibernian       |
| FC Santa Coloma         | Tercera ronda clasificatoria | 7    | 6  | 2  | 1  | 3  | 6  | 6  | 0    | 38.8% | Eliminado por el AZ Alkmaar      |
| Atlètic Club d'Escaldes | Segunda ronda clasificatória | 0    | 2  | 0  | 0  | 2  | 1  | 5  | -5   | 0.0%  | Eliminado por el Partizán Tirana |

## Selecciones nacionales

### Selección absoluta masculina
| Fecha      | Ciudad           | Competición                         | Racha | Local       |                        | Resultado |                        | Visitante   |
| ---------- | ---------------- | ----------------------------------- | ----- | ----------- | ---------------------- | --------- | ---------------------- | ----------- |
| 16/6/2023  | Andorra la Vieja | Clasificación para la Eurocopa 2024 | No    | Andorra     | Bandera de Andorra     | 1:2       | Bandera de Suiza       | Suiza       |
| 19/6/2023  | Jerusalén        | Clasificación para la Eurocopa 2024 | No    | Israel      | Bandera de Israel      | 2:1       | Bandera de Andorra     | Andorra     |
| 9/9/2023   | Andorra la Vieja | Clasificación para la Eurocopa 2024 |       | Andorra     | Bandera de Andorra     | 0:0       | Bandera de Bielorrusia | Bielorrusia |
| 12/9/2023  | Sion             | Clasificación para la Eurocopa 2024 | No    | Suiza       | Bandera de Suiza       | 3:0       | Bandera de Andorra     | Andorra     |
| 12/10/2023 | Andorra la Vieja | Clasificación para la Eurocopa 2024 | No    | Andorra     | Bandera de Andorra     | 0:3       | Bandera de Kosovo      | Kosovo      |
| 15/10/2023 | Bucarest         | Clasificación para la Eurocopa 2024 | No    | Rumanía     | Bandera de Rumania     | 4:0       | Bandera de Andorra     | Andorra     |
| 18/11/2023 | Budapest         | Clasificación para la Eurocopa 2024 | No    | Bielorrusia | Bandera de Bielorrusia | 1:0       | Bandera de Andorra     | Andorra     |
| 21/11/2023 | Andorra la Vieja | Clasificación para la Eurocopa 2024 | No    | Andorra     | Bandera de Andorra     | 0:2       | Bandera de Israel      | Israel      |
| 21/3/2024  | Annaba           | FIFA Series 2024                    |       | Sudáfrica   | Bandera de Sudáfrica   | 1:1       | Bandera de Andorra     | Andorra     |
| 25/3/2024  | Annaba           | FIFA Series 2024                    | No    | Andorra     | Bandera de Andorra     | 0:1       | Bandera de Bolivia     | Bolivia     |

### Selección sub-17
| Fecha      | Ciudad  | Competición                                                | Racha | Local                |                                 | Resultado |                     | Visitante |
| ---------- | ------- | ---------------------------------------------------------- | ----- | -------------------- | ------------------------------- | --------- | ------------------- | --------- |
| 25/10/2023 | Telki   | Clasificación al Campeonato Europeo Sub-17 de la UEFA 2024 | No    | Hungría              | Bandera de Hungría              | 2:0       | Bandera de Andorra  | Andorra   |
| 28/10/2023 | Budaörs | Clasificación al Campeonato Europeo Sub-17 de la UEFA 2024 | No    | Bosnia y Herzegovina | Bandera de Bosnia y Herzegovina | 3:0       | Bandera de Andorra  | Andorra   |
| 31/10/2023 | Budaör  | Clasificación al Campeonato Europeo Sub-17 de la UEFA 2024 | No    | Andorra              | Bandera de Andorra              | 1:2       | Bandera de Bulgaria | Bulgaria  |

### Selección sub-19
| Fecha      | Ciudad | Competición                                                       | Racha | Local   |                    | Resultado |                     | Visitante |
| ---------- | ------ | ----------------------------------------------------------------- | ----- | ------- | ------------------ | --------- | ------------------- | --------- |
| 15/11/2023 | Albena | Clasificación para el Campeonato de Europa Sub-19 de la UEFA 2024 | No    | Serbia  | Bandera de Serbia  | 1:0       | Bandera de Andorra  | Andorra   |
| 18/11/2023 | Albena | Clasificación para el Campeonato de Europa Sub-19 de la UEFA 2024 | No    | Escocia | Bandera de Escocia | 3:1       | Bandera de Andorra  | Andorra   |
| 21/11/2023 | Albena | Clasificación para el Campeonato de Europa Sub-19 de la UEFA 2024 | Sí    | Andorra | Bandera de Andorra | 2:1       | Bandera de Bulgaria | Bulgaria  |

### Selección sub-21
| Fecha      | Ciudad            | Competición                                   | Racha | Local       |                        | Resultado |                        | Visitante   |
| ---------- | ----------------- | --------------------------------------------- | ----- | ----------- | ---------------------- | --------- | ---------------------- | ----------- |
| 16/6/2023  | Klaksvík          | Clasificación para la Eurocopa Sub-21 de 2025 |       | Islas Feroe | Bandera de Islas Feroe | 2:2       | Bandera de Andorra     | Andorra     |
| 20/6/2023  | Andorra la Vieja  | Clasificación para la Eurocopa Sub-21 de 2025 |       | Andorra     | Bandera de Andorra     | 1:1       | Bandera de Bielorrusia | Bielorrusia |
| 8/9/2023   | Paços de Ferreira | Clasificación para la Eurocopa Sub-21 de 2025 | No    | Portugal    | Bandera de Portugal    | 3:0       | Bandera de Andorra     | Andorra     |
| 12/9/2023  | Andorra la Vieja  | Clasificación para la Eurocopa Sub-21 de 2025 | No    | Andorra     | Bandera de Andorra     | 0:1       | Bandera de Grecia      | Grecia      |
| 17/10/2023 | Andorra la Vieja  | Clasificación para la Eurocopa Sub-21 de 2025 | No    | Andorra     | Bandera de Andorra     | 0:1       | Bandera de Islas Feroe | Islas Feroe |
| 21/3/2024  | Andorra la Vieja  | Clasificación para la Eurocopa Sub-21 de 2025 | No    | Andorra     | Bandera de Andorra     | 0:3       | Bandera de Croacia     | Croacia     |
| 26/3/2024  | Trípoli           | Clasificación para la Eurocopa Sub-21 de 2025 | No    | Grecia      | Bandera de Grecia      | 1:0       | Bandera de Andorra     | Andorra     |

### Selección absoluta femenina
| Fecha      | Ciudad           | Competición                         | Racha | Local       |                        | Resultado |                           | Visitante      |
| ---------- | ---------------- | ----------------------------------- | ----- | ----------- | ---------------------- | --------- | ------------------------- | -------------- |
| 13/6/2023  | Palamós          | Amistoso                            | Sí    | Andorra     | Bandera de Andorra     | 3:1       | Bandera de Arabia Saudita | Arabia Saudita |
| 17/6/2023  | Palamós          | Amistoso                            | Sí    | Andorra     | Bandera de Andorra     | 3:1       | Bandera de Arabia Saudita | Arabia Saudita |
| 22/9/2023  | Orhei            | Liga de Naciones de la UEFA 2023-24 | Sí    | Moldavia    | Bandera de Moldavia    | 1:2       | Bandera de Andorra        | Andorra        |
| 26/9/2023  | Andorra la Vieja | Liga de Naciones de la UEFA 2023-24 | No    | Andorra     | Bandera de Andorra     | 0:4       | Bandera de Letonia        | Letonia        |
| 27/10/2023 | Ta' Qali         | Liga de Naciones de la UEFA 2023-24 | No    | Malta       | Bandera de Malta       | 5:0       | Bandera de Andorra        | Andorra        |
| 31/10/2023 | Andorra la Vieja | Liga de Naciones de la UEFA 2023-24 | No    | Andorra     | Bandera de Andorra     | 0:3       | Bandera de Malta          | Malta          |
| 1/12/2023  | Riga             | Liga de Naciones UEFA 2023-24       | No    | Letonia     | Bandera de Letonia     | 4:0       | Bandera de Andorra        | Andorra        |
| 5/12/2023  | Andorra la Vieja | Liga de Naciones UEFA 2023-24       |       | Andorra     | Bandera de Andorra     | 0:0       | Bandera de Moldavia       | Moldavia       |
| 5/4/2024   | Podgorica        | Clasificación para la Eurocopa 2025 | No    | Montenegro  | Bandera de Montenegro  | 6:1       | Bandera de Andorra        | Andorra        |
| 9/4/2024   | Andorra la Vieja | Clasificación para la Eurocopa 2025 | No    | Andorra     | Bandera de Andorra     | 0:3       | Bandera de Grecia         | Grecia         |
| 31/5/2024  | Tórshavn         | Clasificación para la Eurocopa 2025 | No    | Islas Feroe | Bandera de Islas Feroe | 4:0       | Bandera de Andorra        | Andorra        |